# Jakob Hesse
Jakob Hesse (* 18. Oktober 1881 in Frankenau; † 2. Oktober 1966 in Korbach) war ein deutscher Maurer und Politiker (USPD).
Hesse war der Sohn des Maurers Konrad Hesse (1858–1938) und dessen Ehefrau Susanna, geborene Caspar (1857–1932). Er heiratete am 5. März 1910 in Vöhl Marie Kunz. Er lebte als Maurer in Korbach. Am 20. März 1925 rückte er für Paul Arndt in die Waldecker Landesvertretung nach und blieb bis zum Ende der Wahlperiode Landtagsabgeordneter.